# Foca monjo de Hawaii
La foca monjo de Hawaii (Neomonachus schauinslandi) és una espècie de mamífer marí de la família de les foques (Phocidae) que viu a les aigües càlides que envolten les illes del nord-est de l'arxipèlag de Hawaii. És rar observar-la a les illes més grans.